# Universidad Politécnica de Cataluña
La Universidad Politécnica de Cataluña (UPC, en catalán: Universitat Politècnica de Catalunya), también conocida como BarcelonaTech, es una universidad pública española de la Generalidad de Cataluña, especializada en los ámbitos de ingeniería, arquitectura y ciencias. Fundada en 1971 como Universidad Politécnica de Barcelona, cambió su nombre al actual en 1984.
Dispone de centros e instalaciones en Barcelona, Castelldefels, Manresa, San Cugat del Vallés, Tarrasa, Villanueva y Geltrú e Igualada.
A nivel nacional, la UPC lidera la mayoría de rankings internacionales en las áreas de ingeniería, ciencias de la computación, arquitectura y matemáticas. A nivel general, figura en la séptima posición dentro de las universidades españolas según la clasificación webométrica del CSIC (enero de 2020), en la décima posición de la lista de Times Higher Education, y en la octava posición de la Clasificación mundial de universidades QS 2020.

## Historia

### Instituto Politécnico Superior (1968-1971)

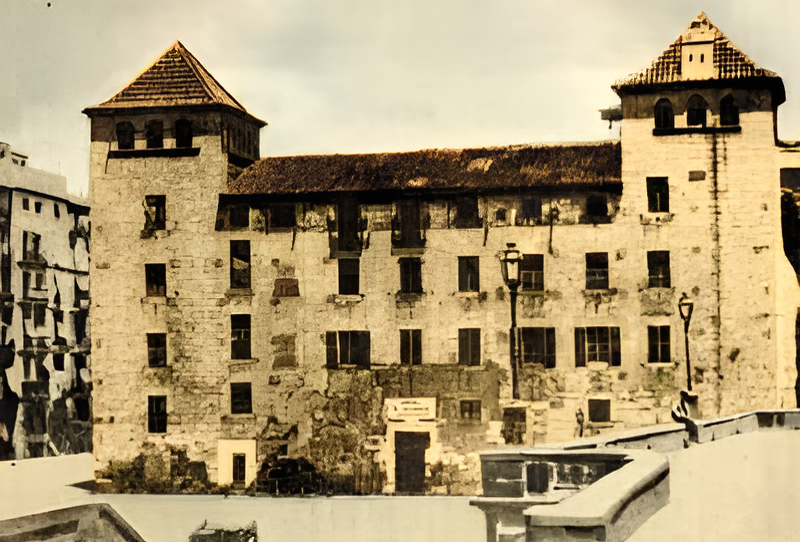
La antigua Escuela de Ingenieros Industriales de Barcelona, ubicada en el convento de San Sebastián hasta su traslado en 1873. Este edificio se derrumbaría en 1910 para construir la vía Layetana.

El primer antecedente de la universidad se encuentra en la fundación del Instituto Politécnico Superior, en 1968, el cual nace a partir de la unión en Barcelona de las escuelas técnicas estatales de Arquitectura e Ingeniería fundadas a mediados del siglo XIX. El Instituto es presidido por el ingeniero industrial y aeronáutico, Víctor de Buen Lozano.
En 1970, con la aprobación de la Ley general de educación y de financiación de la reforma educativa, se prevé la incorporación de las escuelas universitarias de Ingeniería Técnica y Arquitectura Técnica a la estructura universitaria.

### Universidad Politécnica de Barcelona (1971-1983)
En marzo de 1971 se constituyó la Universidad Politécnica de Barcelona (UPB), que inicialmente estuvo formada por la Escuela Técnica Superior de Ingenieros Industriales de Barcelona (ETSEIB), la Escuela Técnica Superior de Ingeniería Industrial de Tarrasa (ETSEIT), la Escuela Técnica Superior de Arquitectura de Barcelona (ETSAB) y algunos institutos de investigación. El expresidente del Instituto Politécnico Superior, Víctor de Buen Lozano, fue nombrado como el primer rector de la nueva universidad. Ese mismo año se crearon además la Escuela Técnica Superior de Ingeniería de Telecomunicación de Barcelona (ETSETB o Telecos) y el Instituto de Ciencias de la Educación (ICE-UPC).
|        |
| ETSEIB |

|                         |
| ETSEIT (actual ESEIAAT) |

|       |
| ETSAB |

|                  |
| ETSETB o Telecos |

Dos años más tarde, en 1972, se incorporaron las Escuelas Universitarias de Ingeniería Técnica Industrial de Tarrasa (actual Escuela de Ingeniería de Tarrasa o EUETIT) y de Villanueva y Geltrú (actual Escuela Politécnica Superior de Ingeniería de Villanueva y Geltrú o EPSEVG), la Escuela Universitaria de Arquitectura Técnica de Barcelona (actual Escuela Politécnica Superior de Edificación de Barcelona o EPSEB) y la Escuela Universitaria de Ingeniería Técnica de Minas de Manresa. Esta última comienza a impartir cursos de Ingeniería Técnica Industrial, y cambia el mismo año de nombre, al de Escuela Universitaria Politécnica de Manresa (EUPM, actual Escuela Politécnica Superior de Ingeniería de Manresa o EPSEM). Ese mismo año se iniciaron además las actividades en las escuelas universitarias de Ingeniería Técnica Agrícola de Gerona y Lérida. Poco después, la Escuela de Ingeniería Técnica Agrícola de Gerona se transformó también en una escuela universitaria politécnica, mientras que en Lérida se comenzaron a impartir estudios de primer y segundo ciclo. Finalmente, este mismo año asumió Gabriel Ferraté Pascual asumió como nuevo rector de la universidad.
|               |
| actual EUETIT |

|               |
| actual EPSEVG |

|              |
| actual EPSEB |

|                     |
| EUPM (actual EPSEM) |

En 1974 empezó a funcionar la Escuela Técnica Superior de Ingenieros de Caminos, Canales y Puertos de Barcelona (ETSECCPB). En marzo de 1976, se creó la Facultad de Informática de Barcelona (FIB) y asumió el nuevo rector, Julián Fernández Ferrer, en reemplazo de Gabriel Ferraté, quien fue nombrado por el Gobierno de España como director general de Universidades e Investigación desde Madrid. Durante el breve período de Fernández, se creó en Tarrasa la Escuela Universitaria de Óptica (EUOOT), por orden ministerial fechada el 7 de octubre de 1977.
En 1978, Gabriel Ferraté fue reelegido como rector de la universidad, cargo que esta vez ocuparía durante otros dieciséis años, hasta 1994. En 1979, se abre la Escuela Técnica Superior de Arquitectura del Vallés (ETSAV), ubicada originalmente en la mancomunidad de Sabadell-Tarrasa, hasta que en 1991 se trasladara a San Cugat del Vallés.
|          |
| ETSECCPB |

|     |
| FIB |

|                         |
| ETSAV (nueva ubicación) |

### Universidad Politécnica de Cataluña (1983-hoy)
El 4 de julio de 1983, se aprobó por real decreto la Ley de Reforma Universitaria (LRU) 232/1985, que permitió la elaboración de los Estatutos de la Universidad Politécnica de Cataluña (UPC). El cambio de nombre se oficializó al año siguiente, y el 19 de diciembre de 1984 el Parlamento de Cataluña aprobó una ley de coordinación de universidades y de creación de los consejos sociales, asumiendo Pere Duran Farell como el primer presidente del Consejo Social de la universidad.

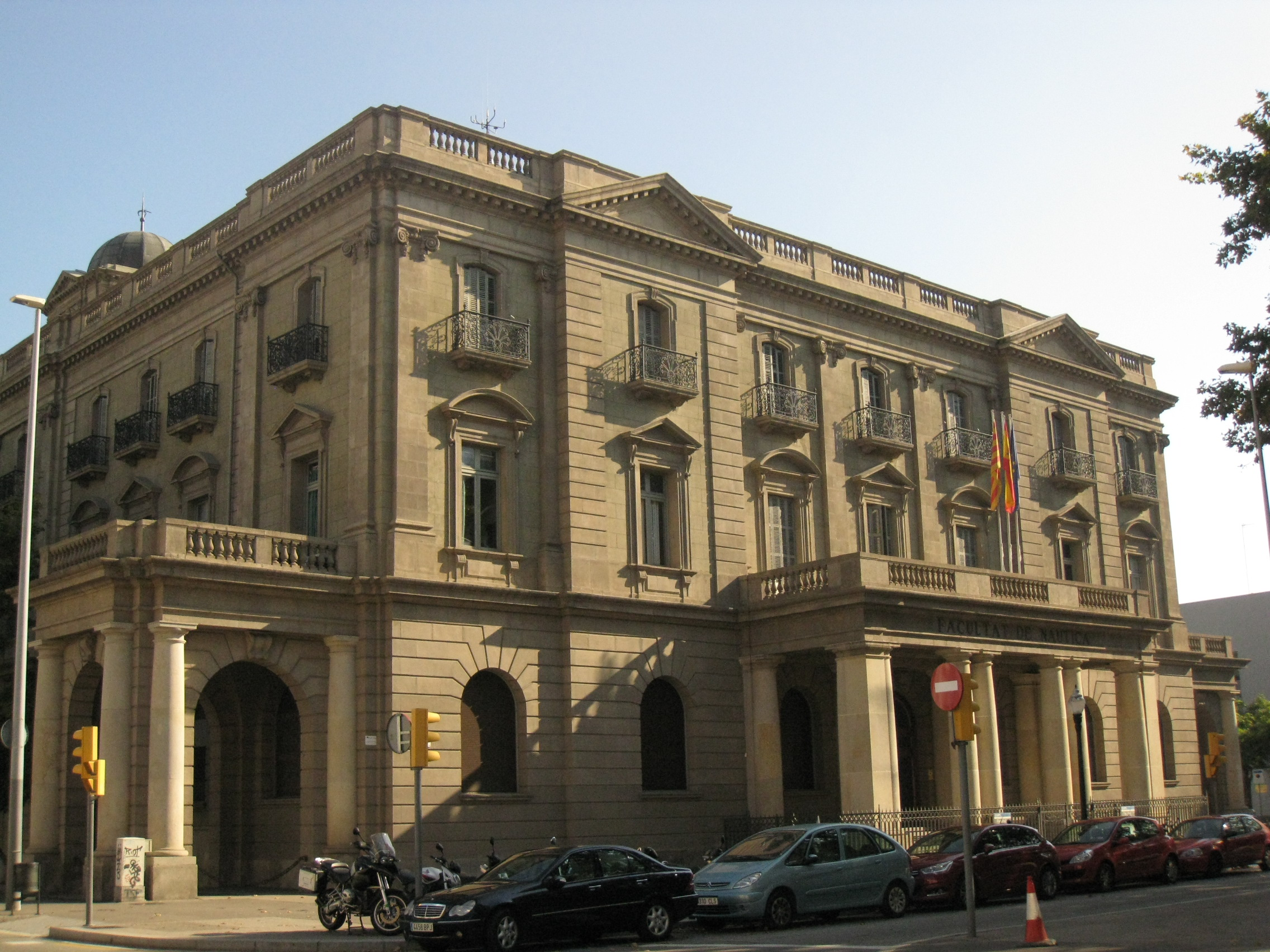
La Facultad de Náutica de Barcelona (FNB) se integró a la UPC en 1990

En 1990, a través de un Decreto de la Generalidad de Cataluña, la Escuela Superior de la Marina Civil se integró a la universidad, convirtiéndose en la Facultad de Náutica de Barcelona (FNB). Al año siguiente, se creó la Escuela Universitaria Politécnica del Bajo Llobregat, ubicada provisionalmente en San Justo Desvern, y que después se trasladaría al Campus del Bajo Llobregat, en Castelldefels. En 1992, se creó la Facultad de Matemáticas y Estadística (FME), con una Diplomatura de Estadística y Licenciatura de Matemáticas, y las escuelas de la UPC ubicadas en las ciudades de Gerona y Lérida se integran a las recién fundadas Universidad de Gerona y Universidad de Lérida.
En 1994, Gabriel Ferraté Pascual dejó la rectoría para construir la nueva Universidad Abierta de Cataluña y ejercer como el primer rector de la misma. En nuevas elecciones ese mismo año, Jaume Pagès i Fita fue elegido rector y Xavier LLobet Colom como segundo presidente del Consejo Social. Ese año se crearon también la editorial Edicions UPC, la Fundació Politècnica de Catalunya, y en el mes de octubre se inauguró la Escuela de Fotografía de Tarrasa. Dos años más tarde, se inauguró la Biblioteca Rector Gabriel Ferraté en el Campus Diagonal Nord de Barcelona, y se comenzaron a integrar dos centros de la Diputación de Barcelona a la universidad, como Escuela Universitaria de Ingeniería Técnica Industrial de Barcelona (EUETIB) y Escuela Universitaria de Ingeniería Técnica Agrícola de Barcelona (EUETAB-ESAB).
En 1998 se abrió en Tarrasa la Escuela Multimedia, la que, junto con la Escuela de Fotografía, creada en 1994, más tarde se unirían en el Centro de la Imagen y la Tecnología Multimedia (CITM) para dictar los estudios de Graduado en Fotografía y Creación Digital, así como de Graduado en Multimedia. El mismo año se inició la ampliación de la UPC en Manresa y del nuevo Campus del Bajo Llobregat en Castelldefels, y se constituyó el Consorcio Escuela Industrial de Barcelona (CEIB), conformado por la Generalidad de Cataluña, la Diputación de Barcelona y la universidad, con el objetivo de integrar las escuelas de Agricultura y de Ingeniería de la Diputación en la educación superior pública de Cataluña. Finalmente, en septiembre de ese año se puso en marcha UPCnet, servicio proporcionado por la misma universidad para conectarse a Internet.
Dos años después, en 2000, iniciaron el funcionamiento de los Centros Tecnológicos de los campus de Villanueva y Geltrú y de Manresa, con el objetivo de apoyar a las empresas de la zona y ayudar a aumentar su competitividad en sus rubros. En septiembre de 2001, se inauguró el primer edificio del Parque Mediterráneo de la Tecnología, ubicado en el Campus del Bajo Llobregat, y al mes siguiente el Parque Tecnológico de Barcelona, en el Campus Diagonal Sud de Barcelona. Ese mismo año, la Escuela Universitaria Politécnica del Bajo Llobregat cambió su nombre por el de Escuela Politécnica Superior de Castelldefels (EPSC), para en 2010 convertirse finalmente en la Escuela de Ingeniería de Telecomunicaciones y Aeroespacial de Castelldefels (EETAC).
|                            |
| Biblioteca Gabriel Ferraté |

|        |
| EUETIB |

|                     |
| EPSC (actual EETAC) |

En 2002, se eligió a Josep Ferrer Llop como nuevo rector de la universidad, bajo el sistema de sufragio universal ponderado. A su vez, Joaquim Molins fue elegido como nuevo presidente del Consejo Social, en reemplazo de Miquel Roca i Junyent (1997-2002). El 12 de febrero del año siguiente, el Parlamento de Cataluña aprobó la Ley de Universidades de Cataluña (LUC) como nuevo marco regulador para el sistema universitario de Cataluña. A raíz de lo anterior, en mayo del mismo año el Claustro Universitario aprobó los nuevos Estatutos de la UPC. Además, se firmó un convenio de colaboración con el Departamento de Universidades, Investigación y Sociedad de la Información (DURSI) para desde 2004 iniciar un plan piloto para adaptar las nuevas titulaciones al contexto europeo de educación superior. Finalmente, también en 2003, se creó el Centro de Formación Interdisciplinaria Superior (CFIS) en el Campus Diagonal Sud.
En 2004 se realizó la I Conferencia Internacional sobre Educación Superior, organizada por la Global University Network for Innovation (GUNI), evento que se empezó a celebrar anualmente (cada dos años desde 2007) en la UPC para analizar la situación de la educación superior a nivel mundial. En enero de 2005 se inauguró la segunda etapa del edificio Omega en el Campus Diagonal Nord, y durante el primer semestre del mismo año, se instaló además en la capilla de la Torre Gerona, en el mismo campus, la supercomputadora MareNostrum, dependiente del Centro Nacional de Supercomputación (BSC-CNS), impulsado y gestionado en consorcio por la UPC, el Ministerio de Educación y Ciencia, y el Departamento de Universidades, Investigación y Sociedad de la Información de la Generalidad de Cataluña. Mientras tanto, en el Campus del Bajo Llobregat se inauguró la nueva sede de la Escuela Universitaria de Ingeniería Técnica Agrícola de Barcelona (EUETAB/ESAB) y el edificio que se habilitaría para contener al Instituto de Ciencias Fotónicas (ICFO). En el campus de Manresa, en tanto, se inauguró en abril una nueva biblioteca para integrar a varias bibliotecas de centros universitarios de la ciudad, incluyendo la Escuela Universitaria de Manresa, la Fundación Universitaria del Bages (adscrita a la Universidad Autónoma de Barcelona), y el Centro de Apoyo del Bages (de la Universidad Abierta de Cataluña). Todavía en 2005, el Ayuntamiento de Villanueva y Geltrú cedió a la UPC espacios en el edificio Neápolis, que se utilizaron para ampliar el Centro Tecnológico de Villanueva y Geltrú y la Escuela Politécnica Superior de Ingeniería de Villanueva y Geltrú; mientras que en la Escuela Técnica Superior de Arquitectura del Vallés se inauguró el Centro de Investigación y Transferencia de Tecnología (CRITT).
|                |
| Edificio Omega |

|             |
| MareNostrum |

|      |
| ICFO |

El 8 de marzo de 2006, se eligió al catedrático Antoni Giró Roca como nuevo rector. Durante el mismo año, se aprobaron nuevos maestrías adaptados al Espacio Europeo de Educación Superior (EEES), convirtiéndose en la universidad catalana con mayor oferta de maestrías oficiales impartidos en conjunto con universidades extranjeras. También se aprueba el «Plan de Investigación, Desarrollo e Innovación. Horizonte 2010», que conlleva una serie de transformaciones estructurales para aumentar la productividad científica y su impacto, mediante transferencia con beneficio académico y social.

## Administración
La principal autoridad de la Universidad Politécnica de Cataluña es el rector. Además existen los siguientes órganos de gobierno, representación y consulta:
- Consejo de Dirección
- Consejo de Gobierno
- Claustro Universitario
- Consejo Social
- Consejo del Estudiantado

Finalmente, también se suman a lo anterior la Junta Electoral de Universidad, y los órganos colegiados del Consejo Académico, Comisión de Apelación y Comisión de Selección y de Evaluación del PDI. Los rectores de la universidad, desde su creación como Universidad Politécnica de Barcelona, así como los presidentes del Consejo Social, se listan a continuación:
| Rectores  | Rectores                | Rectores                                                                                           |
| Período   | Nombre                  | Imagen                                                                                             |
| --------- | ----------------------- | -------------------------------------------------------------------------------------------------- |
| 1971-1972 | Víctor de Buen Lozano   | |
| 1972-1976 | Gabriel Ferraté Pascual | [[File:Gabriel Ferraté Pascual.png\|60px\|alt={{{Alt\|{{{descripción}}}]]                          |
| 1976-1978 | Julián Fernández Ferrer | |
| 1978-1994 | Gabriel Ferraté Pascual | [[File:Gabriel Ferraté Pascual.png\|60px\|alt={{{Alt\|{{{descripción}}}]]                          |
| 1994-2002 | Jaume Pagès i Fita      | |
| 2002-2006 | Josep Ferrer Llop       | [[File:Josep Ferrer i Llop.jpg\|110px\|alt={{{Alt\|{{{descripción}}}]]                             |
| 2006-2013 | Antoni Giró Roca        | |
| 2013-2017 | Enric Fossas Colet      | [[File:Enric Fossas al Campus Diagonal-Besòs (cropped).jpg\|100px\|alt={{{Alt\|{{{descripción}}}]] |
| 2017-2021 | Francesc Torres Torres  | [[File:Francesc Torres Torres.jpg\|240px\|alt={{{Alt\|{{{descripción}}}]]                          |
| 2021-2025 | Daniel Crespo Artiaga   | |
| 2025-     | Francesc Torres Torres  | [[File:Francesc Torres Torres.jpg\|240px\|alt={{{Alt\|{{{descripción}}}]]                          |

| Presidentes del Consejo Social | Presidentes del Consejo Social | Presidentes del Consejo Social                                                  |
| Período                        | Nombre                         | Imagen                                                                          |
| ------------------------------ | ------------------------------ | ------------------------------------------------------------------------------- |
| 1985-1993                      | Pere Duran Farell              |                                                                                 |
| 1994-1997                      | Xavier LLobet Colom            |                                                                                 |
| 1997-2002                      | Miquel Roca i Junyent          | [[File:Miquel Roca 2011 (cropped).jpg\|60px\|alt={{{Alt\|{{{descripción}}}]]    |
| 2002-2004                      | Joaquim Molins                 | [[File:Joaquim Molins 2014 (cropped).jpg\|60px\|alt={{{Alt\|{{{descripción}}}]] |
| 2004-2008                      | Ramón Folch                    | [[File:Ramón Folch - 001.jpg\|70px\|alt={{{Alt\|{{{descripción}}}]]             |
| 2008-2013                      | Joaquim Boixareu               |                                                                                 |
| 2013-hoy                       | Ramon Carbonell Santacana      |                                                                                 |

En 1991, el Consejo Social impulsó la creación de la Asociación de Amigos de la UPC, para aumentar la vinculación de la universidad con la sociedad, mientras que en 1992 se creó el Centro de Cooperación para el Desarrollo, con el fin de fomentar la vinculación y transferencia de investigación y formación entre la universidad y otros centros universitarios de países emergentes.

## Campus
La UPC se encuentra distribuida en nueve campus, todos ellos ubicados en la provincia de Barcelona.
| Campus                         | Municipio            | Comarca           |
| ------------------------------ | -------------------- | ----------------- |
| Campus Diagonal Nord           | Barcelona            | Barcelonés        |
| Campus Diagonal Sud            | Barcelona            | Barcelonés        |
| Campus de Náutica              | Barcelona            | Barcelonés        |
| Campus Besòs                   | San Adrián de Besós  | Barcelonés        |
| Campus del Bajo Llobregat      | Castelldefels        | Bajo Llobregat    |
| Campus de Manresa              | Manresa              | Bages             |
| Campus de San Cugat del Vallés | San Cugat del Vallés | Vallés Occidental |
| Campus de Tarrasa              | Tarrasa              | Vallés Occidental |
| Campus de Villanueva y Geltrú  | Villanueva y Geltrú  | Garraf            |

En Barcelona, el Campus Diagonal Nord y el Campus Diagonal Sud se ubican ambos en la Zona Universitaria de Barcelona del distrito de Les Corts, siendo separados por la Avenida Diagonal. Los siguientes son algunos de los edificios del Campus Diagonal Nord:
|                                |
| Plano del Campus Diagonal Nord |

|                   |
| Entrada al campus |

|                |
| Edificio Nexus |

|                  |
| Edificio Nexus 2 |

|                 |
| Edificio Vertex |

El Rectorado se encuentra en la Torre Girona.

## Centros docentes
Actualmente la UPC tiene un total de 18 centros docentes, que incluyen 2 centros universitarios, 12 escuelas y 4 facultades:
| Siglas   | Nombre | Campus                                                        | Año            |
| -------- | --- | ------------------------------------------------------------- | -------------- |
| CFIS     | Centro de Formación Interdisciplinaria Superior | Campus Diagonal Sud                                           | 2003           |
| CITM     | Centro de la Imagen y la Tecnología Multimedia (antes Escuela Multimedia y Escuela de Fotografía de Tarrasa) | Campus de Tarrasa                                             | 1998           |
| EEBE     | Escuela de Ingeniería de Barcelona Este | Campus Besòs                                                  | 2015           |
| EETAC    | Escuela de Ingeniería de Telecomunicaciones y Aeroespacial de Castelldefels (antes Escuela Politécnica Superior de Castelldefels, EPSC) (antes Escuela Universitaria Politécnica del Bajo Llobregat)                   | Campus del Bajo Llobregat                                     | 2010 2001 1991 |
| EPSEB    | Escuela Politécnica Superior de Edificación de Barcelona (antes Escuela Universitaria de Arquitectura Técnica de Barcelona)                                                                                            | Campus Diagonal Sud                                           | 1972           |
| EPSEM    | Escuela Politécnica Superior de Ingeniería de Manresa | Campus de Manresa                                             |                |
| EPSEVG   | Escuela Politécnica Superior de Ingeniería de Villanueva y Geltrú (antes Escuelas de Ingeniería Técnica Industrial de Villanueva y Geltrú)                                                                             | Campus de Vilanova i la Geltrú                                | 1972           |
| ESAB     | Escuela Superior de Agricultura de Barcelona (antes parte del Consorcio Escuela Industrial de Barcelona, CEIB) | Campus del Bajo Llobregat                                     | 2008 1996      |
| ESEIAAT  | Escuela Superior de Ingenierías Industrial, Aeroespacial y Audiovisual de Tarrasa (antes Escuela de Ingeniería de Tarrasa, EET y Escuela Técnica Superior de Ingenierías Industrial y Aeronáutica de Tarrasa, ETSEIAT) | Campus de Tarrasa                                             | 2016           |
| ETSAB    | Escuela Técnica Superior de Arquitectura de Barcelona | Campus Diagonal Sud                                           | 1971           |
| ETSAV    | Escuela Técnica Superior de Arquitectura del Vallés | Campus de Sant Cugat del Vallès Mancomunidad Sabadell-Tarrasa | 1991 1979      |
| ETSECCPB | Escuela Técnica Superior de Ingeniería de Caminos, Canales y Puertos de Barcelona | Campus Diagonal Nord                                          | 1974           |
| ETSEIB   | Escuela Técnica Superior de Ingeniería Industrial de Barcelona | Campus Diagonal Sud                                           | 1971           |
| ETSETB   | Escuela Técnica Superior de Ingeniería de Telecomunicación de Barcelona (Telecos) | Campus Diagonal Nord                                          | 1971           |
| FIB      | Facultad de Informática de Barcelona | Campus Diagonal Nord                                          | 1976           |
| FME      | Facultad de Matemáticas y Estadística | Campus Diagonal Sud                                           | 1992           |
| FNB      | Facultad de Náutica de Barcelona (antes Escuela Superior de la Marina Civil) | Campus de Náutica                                             | 1990           |
| FOOT     | Facultad de Óptica y Optometría de Tarrasa (antes Escuela Universitaria de Óptica y Optometría de Tarrasa, EUOOT) | Campus de Tarrasa                                             | 2011 1977      |

Además existen dos centros adscritos a la UPC:
| Siglas | Nombre                                      | Municipio  | Comarca           |
| ------ | ------------------------------------------- | ---------- | ----------------- |
| EAE    | Centro Universitario EAE                    | Barcelona  | Barcelonés        |
| EUNCET | Centro Universitario Euncet Business School | Matadepera | Vallés Occidental |

Antiguos centros:[cita requerida]
- Escuela Universitaria Politécnica de Mataró (EUPMT), desde 1982 hasta 2013-2014.
- Escuela de Ingeniería de Igualada (EEI), desde 1979 hasta 2018.

## Doctoreshonoris causa
La Universidad Politécnica de Cataluña ha investido a diversos doctores honoris causa desde el año 1977.